# Hayden (Alabama)
Hayden – miasto w Stanach Zjednoczonych, w stanie Alabama, w hrabstwie Blount. W roku 2023 miasto zamieszkiwało 1355 osób, a gęstość zaludnienia wynosiła 467,2 osoby/km².